# Ядерный ракетный двигатель

Классификация ядерных ракетных двигателей

Я́дерный раке́тный дви́гатель (ЯРД) — разновидность ракетного двигателя, которая использует энергию деления или синтеза ядер для создания реактивной тяги.

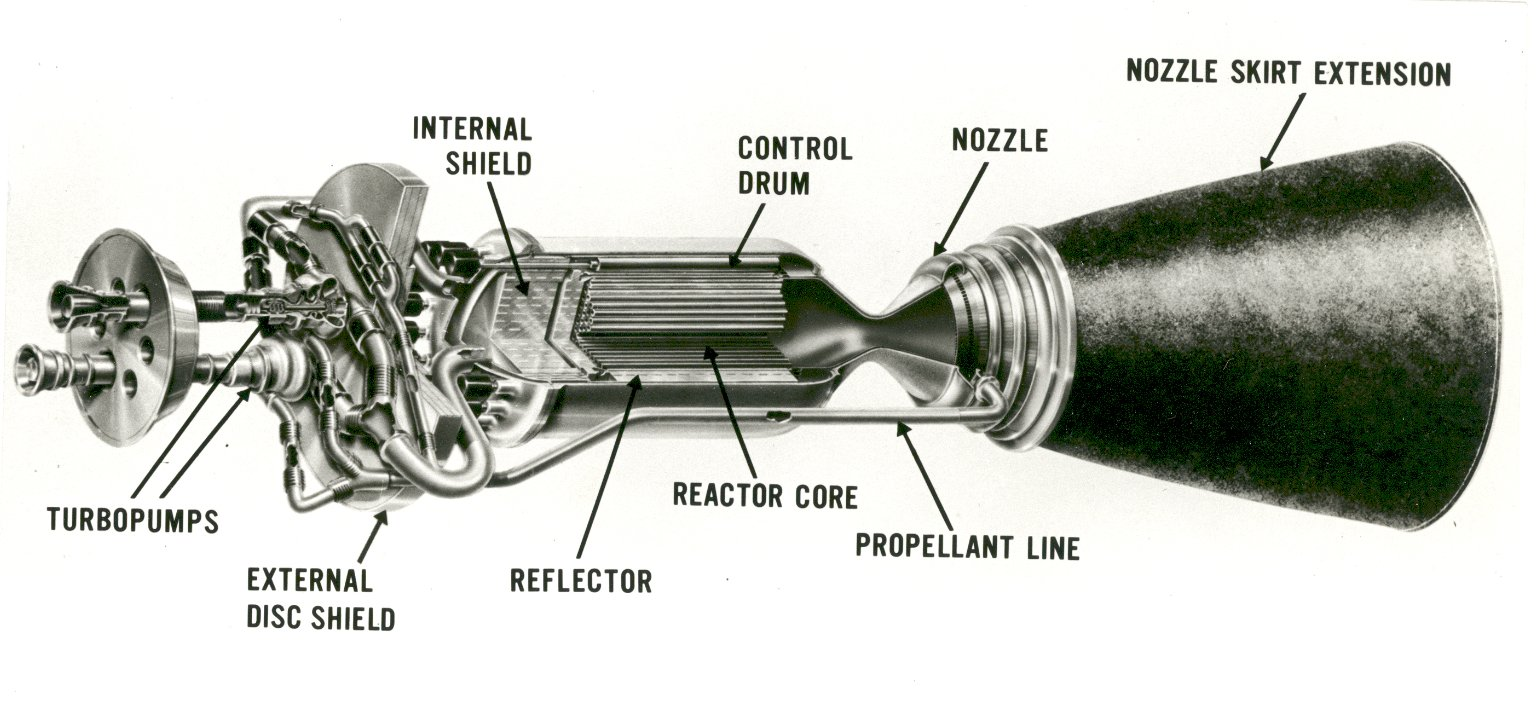
ЯРД NERVA

Традиционный ЯРД в целом представляет собой конструкцию из нагревательной камеры с ядерным реактором как источником тепла, системы подачи рабочего тела и сопла. Рабочее тело (как правило — водород) подаётся из бака в активную зону реактора, где, проходя через нагретые реакцией ядерного распада каналы, разогревается до высоких температур и затем выбрасывается через сопло, создавая реактивную тягу. Существуют различные конструкции ЯРД: твердофазный, жидкофазный и газофазный — соответствующие агрегатному состоянию ядерного топлива в активной зоне реактора — твёрдое, расплав или высокотемпературный газ (либо даже плазма).
В СССР развёрнутое постановление правительства по проблеме создания ЯРД было подписано в 1958 году. Этим документом руководство работами в целом было возложено на академиков М. В. Келдыша, И. В. Курчатова и С. П. Королёва. К работам были подключены десятки исследовательских, проектных, конструкторских, строительных и монтажных организаций. ЯРД активно разрабатывались КБХА в Воронеже и испытывались в СССР (см. РД-0410) и США (см. NERVA) с середины 1950-х годов.

## Твердофазный ядерный ракетный двигатель

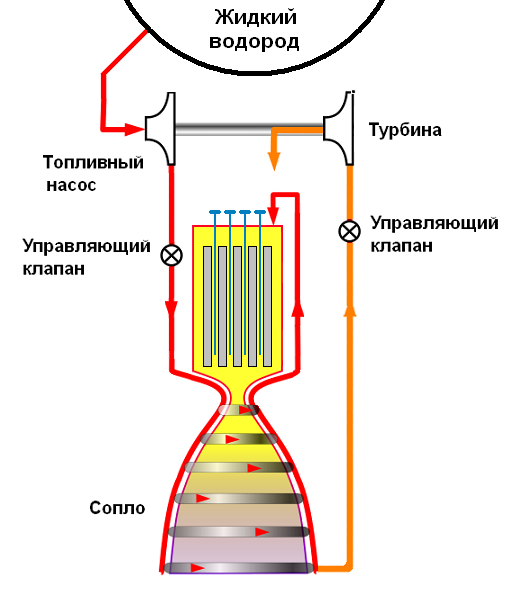
ТфЯРД

В твердофазных ЯРД (ТфЯРД) делящееся вещество, как и в обычных ядерных реакторах, размещено в сборках-стержнях (ТВЭЛах) сложной формы с развитой поверхностью, что позволяет эффективно нагревать газообразное рабочее тело (обычно — водород, реже — аммиак), одновременно являющееся теплоносителем, охлаждающим элементы конструкции и сами сборки. Температура нагрева ограничена температурой плавления элементов конструкции (не более 3000 К). Удельный импульс твердофазного ЯРД, по современным оценкам, составит 850—900 с, что более чем вдвое превышает показатели наиболее совершенных химических ракетных двигателей. Наземные демонстраторы технологий ТфЯРД в XX веке были созданы и успешно испытаны на стендах (программа NERVA в США, РД-0410 в СССР).

## Жидкофазный и коллоидный ядерный ракетный двигатель
Работы по жидкофазным и коллоидным ЯРД не получили большого развития, так как эти ЯРД по своей эффективности сравнительно мало превосходят твердофазные, а по технической сложности сравнимы с газофазными (проблемы организации запуска, регулирования и выключения для жидкофазных и коллоидных ЯРД являются столь же сложными).— 
.

## Газофазный ядерный ракетный двигатель
Газофазный ядерный реактивный двигатель (ГЯРД) — концептуальный тип реактивного двигателя, в котором реактивная сила создаётся за счёт выброса теплоносителя (рабочего тела) из ядерного реактора, топливо в котором находится в газообразной форме или в виде плазмы. Считается, что в подобных двигателях удельный импульс составит 30—50 тыс. м/с. Перенос тепла от топлива к теплоносителю достигается в основном за счёт излучения, большей частью в ультрафиолетовой области спектра (при температурах топлива около 25 000 °C).

## Ядерный импульсный двигатель
Атомные заряды мощностью примерно в килотонну на этапе взлёта должны взрываться со скоростью один заряд в секунду. Ударная волна — расширяющееся плазменное облако — должна была приниматься «толкателем» — мощным металлическим диском с теплозащитным покрытием и потом, отразившись от него, создать реактивную тягу. Импульс, принятый плитой толкателя, через элементы конструкции должен передаваться кораблю. Затем, когда высота и скорость вырастут, частоту взрывов можно будет уменьшить. При взлёте корабль должен лететь строго вертикально, чтобы минимизировать площадь радиоактивного загрязнения атмосферы.
В США космические разработки с использованием импульсных ядерных ракетных двигателей осуществлялись с 1958 по 1965 год в рамках проекта «Орион» компанией «Дженерал Атомикс» по заказу ВВС США.

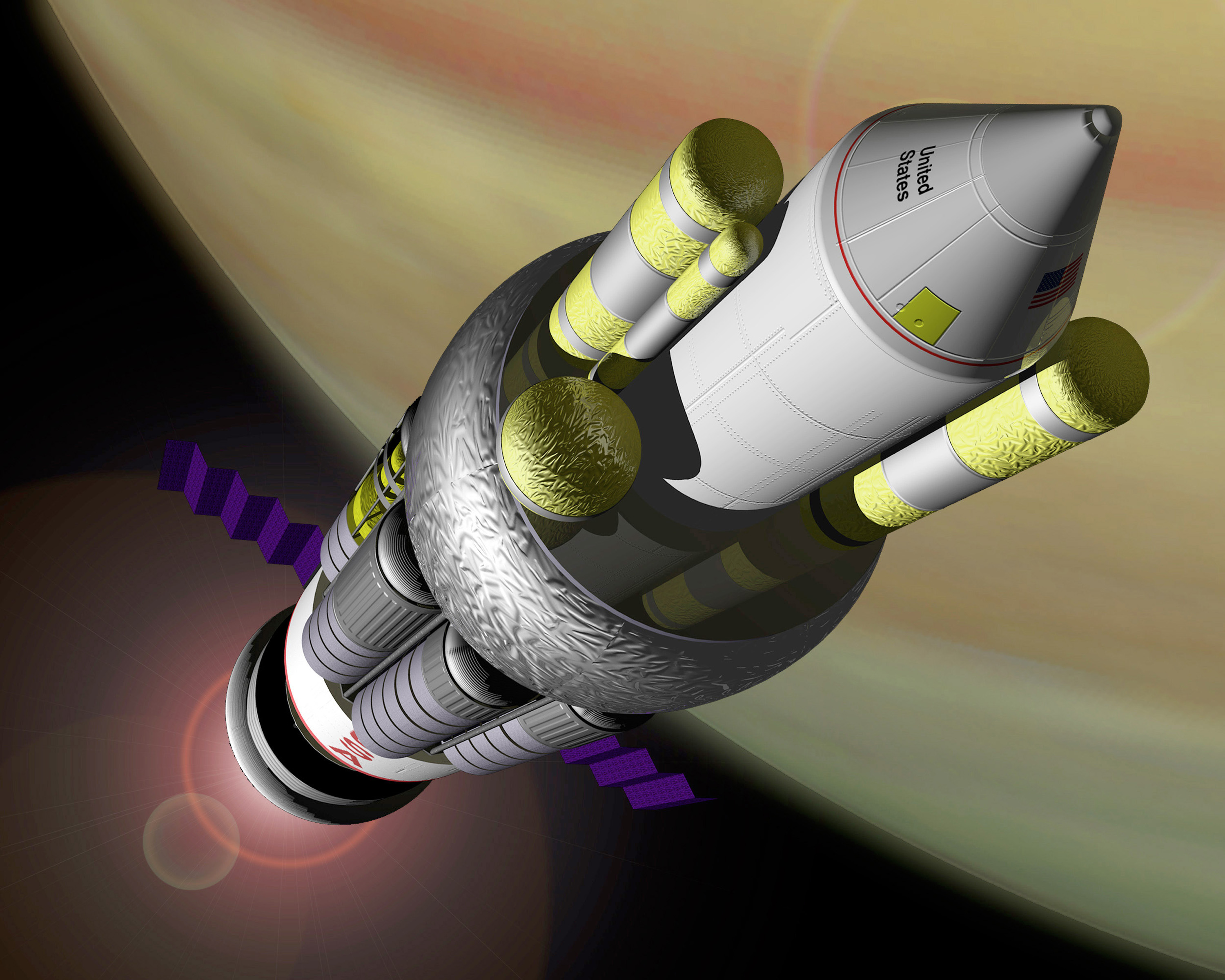
Космический корабль проекта «Орион», рисунок художника

По проекту «Орион» проводились не только расчёты, но и натурные испытания. Лётные испытания моделей летательного аппарата с импульсным приводом (для взрывов использовалась обычная химическая взрывчатка). Были получены положительные результаты о принципиальной возможности управляемого полёта аппарата с импульсным двигателем.
Также для исследования прочности тяговой плиты проведены испытания на атолле Эниветок. Во время ядерных испытаний на этом атолле покрытые графитом стальные сферы были размещены в 9 м от эпицентра взрыва. Сферы после взрыва найдены неповреждёнными, тонкий слой графита испарился (аблировал) с их поверхностей.
Программа развития проекта «Орион» была рассчитана на 12 лет, расчётная стоимость — 24 миллиарда долларов, что было сопоставимо с запланированными расходами на лунную программу «Аполлон» («Apollo»). Интересно, что разработчики проводили предварительные расчёты постройки на базе этой технологии корабля поколений с массой до 40 млн тонн и экипажем до 20 000 человек. Согласно их расчётам один из уменьшенных вариантов такого ядерно-импульсного звездолёта (массой 100 тыс. т) мог бы достичь Альфы Центавра за 130 лет, разогнавшись до скорости 10 000 км/с. Однако приоритеты изменились, и в 1965 году проект был закрыт.
В СССР аналогичный проект разрабатывался в 1950—70-х годах. Устройство содержало дополнительные химические реактивные двигатели, выводящие его на 30—40 км от поверхности Земли; затем предполагалось включать основной ядерно-импульсный двигатель. Основной проблемой была прочность экрана-толкателя, который не выдерживал огромных тепловых нагрузок от близких ядерных взрывов. Вместе с тем были предложены несколько технических решений, позволяющих разработать конструкцию плиты-толкателя с достаточным ресурсом. Проект не был завершён. Реальных испытаний импульсного ЯРД с подрывом ядерных устройств не проводилось.

## Ядерная электродвигательная установка
Ядерная электродвигательная установка (ЯЭДУ) используется для выработки электроэнергии, которая, в свою очередь, используется для работы электрического ракетного двигателя.
Подобная программа в США (проект NERVA) была свёрнута в 1971 году, но в 2020 году американцы вновь вернулись к данной теме, заказав разработку ядерного теплового двигателя (Nuclear Thermal Propulsion, NTP) компании Gryphon Technologies, для военных космических рейдеров на атомных двигателях для патрулирования окололунного и околоземного пространства, также с 2015 года идут работы по проекту Kilopower.
С 2010 года в России начались работы над проектом ядерной электродвигательной установки мегаваттного класса для космических транспортных систем (космический буксир «Нуклон»). На 2021 год ведётся отработка макета; к 2025 году планируется создать опытные образцы данной ядерной энергоустановки; заявлена плановая дата лётных испытаний космического тягача с ЯЭДУ — 2030 год.
В 2021 году Космическое агентство Великобритании заключило соглашение с компанией Rolls-Royce, в рамках которого планируется создать ядерный силовой двигатель для космических аппаратов дальнего действия.

## Другие разработки
В 1960-х годах США были на пути к Луне. Менее известным является тот факт, что в Зоне 25 (рядом со знаменитой Зоной 51) на полигоне Невады учёные работали над одним амбициозным проектом — полётом на Марс на ядерных двигателях. Проект был назван NERVA. Работая на полную мощность, ядерный двигатель должен был нагреваться до температуры в 2000 °C. В январе 1965 года были произведены испытания ядерного ракетного двигателя под кодовым названием «КИВИ» (KIWI).
В ноябре 2017 года Китайская аэрокосмическая научно-техническая корпорация (CASC) опубликовала дорожную карту развития космической программы КНР на период 2017—2045 годы. Она предусматривает, в частности, создание многоразового корабля, работающего на ядерном ракетном двигателе.
В феврале 2018 года появились сообщения о том, что НАСА возобновляет научно-исследовательские работы по ядерному ракетному двигателю: проект DRACO по созданию ядерной двигательной установки для полета на Луну (запуск и демонстрация намечены на 2027 год).

## Перспективы
По заявлению НАСА — США делает большие ставки на ядерные ракетные двигатели, чтобы доставить своих астронавтов на Марс.
При этом ядерные двигатели можно использовать как для межзвездных полетов, так и для планетолёта — по оценкам А. В. Багрова, М. А. Смирнова и С. А. Смирнова, аппарат с ядерным ракетным двигателем может добраться до Плутона за 2 месяца и вернуться обратно через 4 месяца с затратой 75 тонн топлива, до Альфы Центавра за 12 лет, а до Эпсилона Эридана за 24,8 года.